# Stentjärnen (Idre socken, Dalarna, 686822-132199)
Stentjärnen är en sjö i Älvdalens kommun i Dalarna och ingår i Dalälvens huvudavrinningsområde.